# Arthur Eden

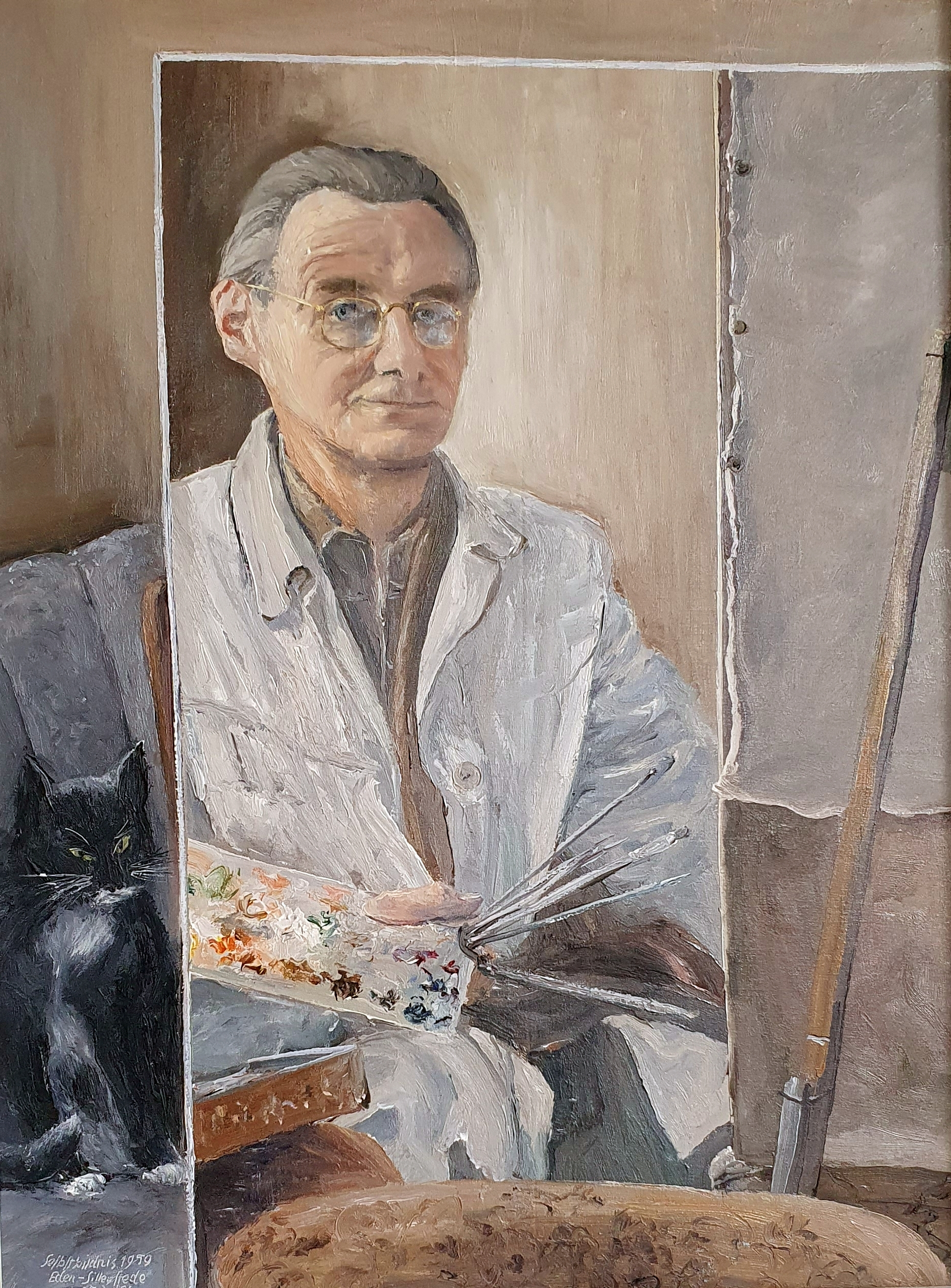
Selbstbildnis mit Katze (1959)

Arthur Eden-Sillenstede (* 25. März 1899 in Sillenstede, Deutschland; † 3. November 1977) war ein deutscher Maler.

## Leben
Nach dem Besuch der  Volksschule in Sillenstede und einer Lehre im Malerhandwerk in Jever studierte Arthur Eden drei Jahre lang als Vollschüler an der Unterrichtsanstalt des Kunstgewerbemuseums in Berlin, Fachabteilung dekorative  Malerei – eine der Vorgängerinstitutionen der heutigen Universität der Künste Berlin.
Schon sehr früh widmete er sich der freien Malerei, erste Ölbilder entstanden im Jahr 1914. Zur Existenzsicherung hat er auch als Maler-Handwerker gearbeitet (Meisterprüfung 1924). So restaurierte er etwa auch die fürstliche Galerie im Schlossmuseum Jever und hinterließ dort seine Signatur. Nach Aufgabe des  Malerbetriebs im Jahr 1961 war er bis kurz vor seinem Tode ausschließlich als Kunstmaler tätig. Eden-Sillenstede trat insbesondere mit Motiven der friesischen Landschaft hervor, daneben auch als Porträtist.
Seit 1948 war er Mitglied im Bund Bildender Künstler – Gruppe Oldenburg.
In Sillenstede gibt es einen „Arthur-Eden-Platz“, und in Jever eine „Arthur-Eden-Straße“.